# Porco de protesto dinamarquês

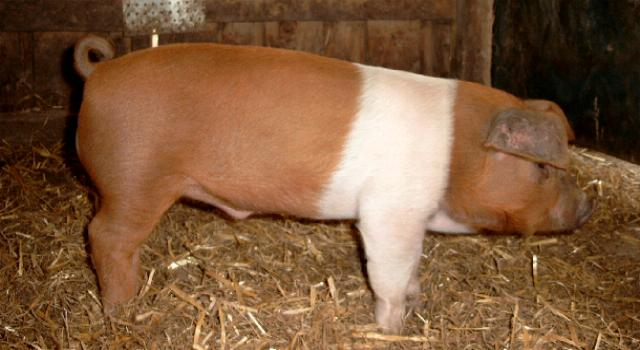
Um espécime desta raça.

O porco de protesto dinamarquês (dinamarquês: Husum Protestsvin; alemão: Husumer Protestschwein) é uma raça rara dinamarquesa de porco doméstico.
Tem como característica principal sua semelhança à bandeira dinamarquesa, por ser criado por fazendeiros contra leis que proibiam qualquer símbolos dinamarques nas regiões ocupadas de Eslésvico-Holsácia pelos prussianos. Atualmente, os porcos vivem majoritariamente em zoológicos alemães e são um símbolo da independência cultural da Dinamarca.

## História

### Antecedentes
O ducado de Eslésvico era uma dependência da Dinamarca nos séculos XIII e XIV, mas de 1386 a 1460 foi unido a Holsácia. Depois de 1474, ambos foram governados como ducados separados pelos reis da Dinamarca, embora Holsácia também tenha permanecido um feudo do Sacro Império Romano e, mais tarde, a partir de 1815, um membro da Confederação Germânica.
As Guerras Napoleonicas despertaram um sentimento nacionalista alemão, e os laços políticos que existiam entre Eslésvico e Holsácia sugeriram que as duas regiões deveriam formar um único estado dentro da Confederação Germânica. Um contramovimento se desenvolveu entre a população dinamarquesa no norte de Eslésvico e, a partir de 1838, na própria Dinamarca, onde os liberais insistiram que Eslévico pertencia à Dinamarca há séculos, e que a fronteira com a Alemanha deveria ser o Rio Eider. Os nacionalistas dinamarqueses esperavam, portanto, incorporar Eslésvico à Dinamarca, no processo, separando-a de Holsácia, enquanto os nacionalistas alemães buscavam confirmar a associação de Eslésvico com Holsácia, no processo, separando também Eslésvico.
Essas diferenças levaram, em março de 1848, a uma revolta aberta da maioria alemã de Eslésvico-Holsácia em apoio à independência da Dinamarca e à estreita associação com a Confederação Alemã. A revolta foi ajudada pela intervenção militar da Prússia, cujo exército expulsou as tropas dinamarquesas de Eslésvico-Holsácia. Esta guerra entre a Dinamarca e a Prússia durou três anos (1848–50) e terminou apenas quando as Grandes Potências da época pressionaram a Prússia a aceitar o Protocolo de Londres de 1852. Sob os termos deste acordo de paz, a Confederação Alemã devolveu Eslésvico-Holsácia à  Dinamarca. Em um acordo com a Prússia sob o protocolo de 1852, o governo dinamarquês em troca se comprometeu a não vincular Eslésvico  mais intimamente à Dinamarca do que ao seu ducado irmão de Holsácia.

#### Guerra dos Ducados do Elba

Em azul claro, os territórios dinamarqueses anexados pela Confederação da Alemanha do Norte após o fim da guerra.

### Surgimento da raça

Bandeira dinamarquesa.

Nos anos seguintes à ocupação, as autoridades prussianas instituíram várias leis novas reduzindo qualquer coisa remotamente dinamarquesa na região. Os dinamarqueses, especialmente os fazendeiros, não ficaram felizes. Eles viviam sob o governo dos prussianos, que proibiam todo o uso da bandeira dinamarquesa. Eles não podiam hastear sua bandeira e eram forçados a se curvar às autoridades prussianas. Assim, por meio de um programa seletivo de cruzamento, tentaram criar uma nova raça de porco que se assimilasse à bandeira dinamarquesa.
Não houve complicação, já que a bandeira é relativamente simples, bastava uma pelagem vermelha e uma ou duas faixas brancas proeminentes. Também não é conhecido quais raças exatas foram usadas, mas historiadores acreditam que a raça originou-se do porco britânico Tamworth [en]. Passou a ser chamado de Protestschwein ou Protestsvin, se tornando um símbolo da independência cultural dinamarquesa.

### Extinção e reaparecimento
Por volta de 1916, os porcos eram apresentados como variantes do Angler Sattelschwein [de] e foram cruzados com o porco Tamworth para realçar as cores. No entanto, esse cruzamento causou problemas e logo foi retirado da criação. Diz-se também que os precursores do Landrace alemão e de um Piétrain [en]. Em 1954, foi reconhecido como uma raça verdadeira.
A venda dos animais foi dificultada pelo crescente aparecimento de raças modernas e uma porca com leitões foi apresentada pela última vez em uma exposição distrital de animais em Rendsburg em 1968, e depois disso foi considerada extinta. A raça reapareceu pela primeira vez em 1984, na Semana Verde [de] de Berlim, e logo no mesmo ano, foi fundado a Interessengemeinschaft Rotbuntes Husumer Schwein, que prestou atenção a uma seleção rigorosa e em 1996 contava com uma população total de 143 animais. Até 2021, entre 60 a 140 espécimes existiam pelo mundo, majoritariamente em zoológicos alemães. Atualmente, o estado Eslésvico-Holsácia apoia a preservação da raça por seu valor cultural.
Embora isso, o último porco com as características originais correspondentes foi encontrado pela última vez em 1984. Os porcos nascidos desde então faltam a faixa branca horizontal na cintura que completa o design da bandeira, mesmo assim, ainda manteve sua aparência única.